# Baró lladre
|  | Per a altres significats, vegeu «Cavaller lladre». |

Baró lladre (en anglès Robber baron) és un terme despectiu amb caràcter de crítica social aplicat originalment a certs homes de negocis estatunidencs rics i poderosos del segle xix. El terme va aparèixer al número d’agost de 1870 de la revista The Atlantic Monthly. A finals del 1800, el terme normalment s'aplicava als homes de negocis que utilitzaven pràctiques d’explotació per acumular la seua riquesa. Aquestes pràctiques incloïen exercir el control sobre els recursos naturals, influir en els alts nivells de govern, pagar salaris de subsistència, aixafar la competència adquirint els seus competidors per crear monopolis i augmentar els preus i planificar per vendre accions a preus inflats a inversors desprevinguts.
El terme baró lladre deriva dels Raubritter (cavallers lladres), senyors alemanys medievals que cobraven peatges nominalment il·legals (no autoritzats pel emperador del Sacre Imperi Romanogermànic) a les primitives carreteres que travessaven les seves terres o al llarg del riu Rin.